# Primo permutabile
Un primo permutabile è un numero primo tale che, in una data base di numerazione, qualunque permutazione delle sue cifre formi ancora un numero primo. In base 10, la sequenza dei primi permutabili inizia come segue (sequenza A003459 nell'OEIS):
2, 3, 5, 7, 11, 13, 17, 31, 37, 71, 73, 79, 97, 113, 131, 199, 311, 337, 373, 733, 919, 991, R19, R23
Dove Ri indica un repunit di i cifre. Ogni repunit primo è evidentemente un primo permutabile.
In base 2, solo i repunit possono essere primi permutabili, perché ogni 0 spostato in ultima posizione genererebbe un numero pari. Ciò si può generalizzare ad ogni sistema di numerazione in base pari (come quello decimale o esadecimale): tutti i primi permutabili (tranne 2) contengono solamente cifre dispari.